# Глушковы (Свечинский район)
 Глушковы  — деревня в Свечинском районе Кировской области.

## География
Расположена на расстоянии примерно 12 км на север-северо-запад от районного центра поселка Свеча.

## История
Известна с 1802 года как деревня Глушковская с 8 дворами. В 1873 году здесь (Глушковская или Глушковы) дворов 14 и жителей 100, в 1905 (уже починок Глушков) 21 и 136, в 1926 (деревня Глушковы или Власенки) 23 и 123, в 1950 19 и 69, в 1989 8 жителей. Настоящее название утвердилось  с 1939 года. 

## Население
Постоянное население составляло 1 человек (русские 100%) в 2002 году, 3 в 2010.